# Bobadilla
Se procura pelo futebolista paraguaio consulte Aldo Bobadilla

Bobadilla é um município da Espanha na província e comunidade autónoma de La Rioja, de área 33,01 km² com população de 128 habitantes (2007) e densidade populacional de 10,91 hab./km².

## Demografia
| Variação demográfica do município entre 1991 e 2004 | Variação demográfica do município entre 1991 e 2004 | Variação demográfica do município entre 1991 e 2004 | Variação demográfica do município entre 1991 e 2004 |
| --------------------------------------------------- | --------------------------------------------------- | --------------------------------------------------- | --------------------------------------------------- |
| 1991                                                | 1996                                                | 2001                                                | 2004                                                |
| 188                                                 | 175                                                 | 161                                                 | 138                                                 |